# Parti pirate tunisien
Pour Parti pirate, voir Liste des partis pirates.
Le Parti pirate tunisien (arabe : حزب القراصنة التونسي) est un parti politique tunisien. Formé le 27 septembre 2010, son visa est d'abord refusé par le ministère de l'Intérieur en septembre 2011, avant d'être accordé par la présidence du gouvernement le 12 mars 2012. Il est l'une des premières extensions du Parti pirate sur le continent africain.
Le parti accède à la notoriété durant la révolution tunisienne, quand plusieurs de ses membres sont arrêtés pour leur participation aux protestations. Les membres distribuent alors des logiciels de contournement de la censure et aident à documenter les violations des droits de l'homme pendant les émeutes dans les villes de Sidi Bouzid, Siliana et Thala.
Après la révolution, un membre du parti, qui avait été détenu pendant les troubles, Slim Amamou, est brièvement secrétaire d'État aux Sports et à la Jeunesse dans le gouvernement de transition. Par la suite, il démissionne pour protester contre la censure de plusieurs sites web par le gouvernement à la demande de l'armée.
En 2016, le Parti pirate tunisien critique le projet de carte d'identité électronique.